# 德里瑟 (加利福尼亞州)
德里瑟（英語：Dresser）是位於美國加利福尼亞州阿拉米達縣的一個非建制地區。該地的面積和人口皆未知。

## 地理
德里瑟的座標為37°35′33″N 121°57′21″W / 37.59250°N 121.95583°W，而該地的平均海拔高度為32米（即105英尺）。